# Swinging
Swinging, cunoscut și ca schimbare de parteneri sau stil de viață swing sau swingers, constă în practica deschisă a contactelor sexuale cu parteneri din afara cuplului, în scop recreațional sau pentru interacționare socială. Fenomenul swing poate fi văzut ca o parte a revoluției sexuale din ultimele decenii, care a apărut ca urmare a creșterii relațiilor sexuale, datorită prevalenței practicii sexului protejat în această perioadă. 
În general, swingul are loc când un cuplu se implică în relații sexuale cu un alt cuplu, cu mai multe cupluri sau persoane singure. Actul sexual poate avea loc în aceeași cameră dar și în camere separate. De multe ori, actul sexual este denumit „joacă”, iar persoanele implicate „parteneri de joacă”.
În timp ce aventurile extraconjugale pot fi fierbinți pe moment, fără a se lua în considerare consecințele, swingerii susțin că sexul practicat între swingeri este o aventură mult mai bine gândită și abordată mai pragmatic.
În Marea Britanie se organizează anual festivalul „Swingfields”, la care au participat 700 de persoane din toată Europa în anul 2016.

## Swinging-ul în România
Fenomenul swingers a luat amploare în România odată cu lansarea în 2010 a primului club swingers din București, Attraction Club. Existente încă din anii 2000 pe Internet, numeroase site-uri de profil românești au atras multe profile de tip swing. În timp, persoanele din online s-au adaptat mentalității mult mai deschise din Occident, mult mai multe cupluri și persoane singure care și-au făcut cont pe aceste site-uri devenind dispuse să se prezinte cu poze reale, necenzurate, sau chiar cu clipuri video personale.